# Рудолф фон Вагеншперг
Рудолф фон Вагеншперг (на немски: Rudolf Graf von Wagensperg; * 8 януари 1613; † 1 август 1679, Грац) е благородник от много стария род „Ваген-Вагеншперг“ от Херцогство Каринтия, граф на Вагеншперг в Австрия, господар на Фойтсберг, Грайсенег, Кайнах и Занек, императорски таен съветник и наследствен маршал в Каринтия.

## Произход и наследство
Той е син на граф Йохан Зигизмунд Ваген фон Вагеншперг (1574 – 1640), наследствен маршал в Каринтия, и втората му съпругата фрайин Мария Кристина фон Куенбург. Баща му се жени трети път на 22 февруари 1626 г. за фрайин Мария Елизабет фон Херберщайн-Нойбург (* ок. 1600). Внук е на Йохан Балтазар Ваген фон Вагеншперг († 1612) и Катарина Шрот фон Киндберг (* 1548). Рудолф има полусестра графиня Елизабет Ваген цу Вагеншперг (1626 – 1700, омъжена на 11 април 1644 г. в Грац за граф Волфганг Рудолф фон Заурау (1618 – 1664). Роднина е на Франц Антон Адолф фон Вагеншперг (1675 – 1723), княжески епископ на Зекау (1702 – 1712) и на Кимзе (1712 – 1723).
Баща му Йохан Зигизмунд е камерхер и частен съветник на император Фердинанд II, президент на дворцовия съвет и губернатор на Грац.
Рудолф фон Вагеншперг умира на 66 години на 1 август 1679 г. в Грац и е наследен от дъщеря му и нейните съпрузи.

## Фамилия
Рудолф фон Вагеншперг се жени на 28 януари 1636 г. в Грац за бургграфиня Елеонора Евсебия фон Дона († 22 ноември 1676, Грац), вдовица на граф Йохан Балтазар дон Дитрихщайн († 1634), и дъщеря на граф и бургграф Карл Ханибал фон Дона (1588 – 1633) и Мария Анна Елизабет Запски фон Запс († 1659). Те имат една дъщеря:
- Мария Елизабет фон Вагеншперг (* 23 февруари 1638, Грац; † 17 ноември 1701, Графенорт), омъжена I. на 10 февруари 1653 г. в Бреслау за граф и трушсес Ерхард Фердинанд фон Вечхаузен (* 30 април 1617; † 28 март 1664, Лосинген), и II. 1665 г. за граф Йохан Фридрих фон Херберщайн († 1701); има общо две дъщери.